# Thiomargarita magnifica
Thiomargarita magnifica vrsta je gamaproteobakterije koja nastanjuje potopljene listove drveća mangrove na arhipelagu Guadeloupe. Najveća je poznata bakterija, čija je prosječna dužina oko 10 mm, dok neke jedinke mogu doseći i duljinu od 20 mm. Otkrio ju je Oliver Gros sa Sveučilišta Francuskih Antila 2010. godine, no pozornost je dobila tek 2022. godine nakon što je apsolvent Jean-Marie Volland otkrio njezina jedinstvena svojstva.[koja?]

## Struktura
Osim zbog svoje iznimne veličine, otkriće bakterije Thiomargarita magnifica važno je i zbog toga što zamagljuje granicu među prokariotima, organizmima koji nemaju staničnu jezgru, i eukariotima, koji imaju. Iako je T. magnifica bakterija, pa time i prokariot, ima membrane funkcijom slične staničnoj jezgri unutar kojih su pohranjeni DNK i ribosomi, koje su istraživači nazvali "pepinima".
Bakterije metabolizam mogu vršiti samo difuzijom kroz staničnu membranu, što postavlja granicu na njihovu veličinu. T. magnifica uspijeva prijeći tu granicu tako što sadrži vakuolu koja zauzima većinu volumena stanice te gura citoplazmu na rubove stanice. Debljina citoplazme varira od 1,8 do 4,8 mikrona. 
Kao i sve ostale poznate velike bakterije, bakterija T. magnifica je poliploidna.